# فلیکس فالک
فلیکس فالک (لهستانی: Feliks Falk؛ زادهٔ ۲۵ فوریهٔ ۱۹۴۱) کارگردان فیلم و فیلم‌نامه‌نویس اهل لهستان است.
از فیلم‌های او می‌توان به همبستگی، همبستگی... و قهرمان سال اشاره کرد.